# Khanewal
Khanewal (pendżabski/urdu: خانیوال‬) – miasto w Pakistanie, w prowincji Pendżab. Według danych na rok 1998 liczyło 133 986 mieszkańców.